# David Furnish
David Furnish (* 25. října 1962) je kanadský režisér a producent. Pracoval pro reklamní agenturu Ogilvy & Mather. Počínaje rokem 1993 byl ve vztahu s hudebníkem Eltonem Johnem, o němž v roce 1997 natočil dokumentární film Elton John: Tantrums & Tiaras. V roce 2005 vstoupili do registrovaného partnerství. V prosinci 2010 se jim díky náhradnímu mateřství narodil první syn. V lednu 2013 následoval další syn. Počínaje rokem 2014 je ve Spojeném království legální stejnopohlavní manželství. Svatbu měli 21. prosince toho roku.